# Tolkien Studies
Tolkien Studies: An Annual Scholarly Review (engl.: Tolkien-Studien: Ein alljährlicher akademischer Rückblick) ist eine literaturwissenschaftliche Fachzeitschrift, die sich mit den Werken J. R. R. Tolkiens befasst. Sie wird herausgegeben von Douglas A. Anderson, Michael D. C. Drout und Verlyn Flieger. Nach eigenen Angaben ist es die erste akademische Zeitschrift auf dem Gebiet der Tolkien-Forschung.

## Ausgaben
Die bisher erschienenen Bände enthalten jeweils etwa ein Dutzend Artikel. Sie befassen sich unter anderem mit der Literatur Tolkiens sowie mit den von ihm entworfenen Kunstsprachen wie Quenya oder Sindarin.
Ausgewählte Beiträge:
Band 1
- Tolkien Studies: An Annual Scholarly Review. Band 1, West Virginia University Press 2004, ISBN 0-937058-87-4.
  - Carl F. Hostetter: “Sir Orfeo”. A Middle English Version by J.R.R. Tolkien („Sir Orfeo“. Eine mittelenglische Version von J.R.R. Tolkien)
  - Dale J. Nelson: Possible Echoes of Blackwood and Dunsany in Tolkien’s Fantasy (Mögliche Nachklänge von Blackwood und Dunsany in Tolkiens Fantasywelt)

Band 2
- Tolkien Studies: An Annual Scholarly Review. Band 2, West Virginia University Press 2005, ISBN 1-933202-03-3.
  - Douglas A. Anderson: Obituary: Humphrey Carpenter (1946-2005). (Nachruf)
  - Douglas A. Anderson: J.R.R. Tolkien and W. Rhys Robert’s “Gerald of Wales on the Survival of Welsh”.

Band 3
- Tolkien Studies: An Annual Scholarly Review. Band 3,  West Virginia University Press 2006, ISBN 1-933202-10-6.
  - In Memoriam: Karen Wynn Fonstad. (Nachruf)
  - Richard W. Fehrenbacher: Beowulf as Fairy-story: Enchanting the Elegiac in The Two Towers (Beowulf als Märchen: Die Verzauberung des elegischen Verses in Die zwei Türme)

Band 4
- Tolkien Studies: An Annual Scholarly Review. Band 4, West Virginia University Press 2007, ISBN 978-1-938228-52-0.
  - Michael D. C. Drout: J.R.R. Tolkien’s Medieval Scholarship and its Significance (J.R.R. Tolkiens Mittelalterforschung und ihre Bedeutung)
  - Kristine Larsen: SAURON, Mount Doom, and Elvish Moths: The Influence of Tolkien on Modern Science (Sauron, der Schicksalsberg und elbische Motten: Die Einflüsse Tolkiens auf die moderne Wissenschaft)

Band 5
- Tolkien Studies: An Annual Scholarly Review. Band 5, West Virginia University Press 2008, ISBN 978-1-938228-54-4.
  - Lynn Forest-Hill: Boromir, Byrhtnoth, and Bayard: Finding a Language for Grief in J.R.R. Tolkien’s The Lord of the Rings (Boromir, Byrthnoth und Bayard: Eine Sprache der Trauer in J.R.R. Tolkiens Der Herr der Ringe)
  - Nicholas Birns: The Children of Húrin, Narn i Chîn Húrin: The Tale of the Children of Húrin (review) (Die Kinder Húrins, Rezension)

Band 6
- Tolkien Studies: An Annual Scholarly Review. Band 6, West Virginia University Press 2009, ISBN 978-1-938228-56-8.
  - John D. Rateliff: „A Kind of Elvish Craft“: Tolkien as Literary Craftsman (Tolkien als literarischer Handwerker)
  - Verlyn Flieger: The Music and the Task: Fate and Free Will in Middle-earth (Die Musik und die Aufgabe: Schicksal und freier Wille in Mittelerde)

Band 7
- Tolkien Studies: An Annual Scholarly Review. Band 7, West Virginia University Press 2010, ISBN 978-1-938228-58-2.
  - Verlyn Flieger: „The Story of Kullervo“ and Essays on Kalevala. doi:10.1353/tks.0.0073, S. 211–278.
  - John D. Rateliff: The Hobbitonian Anthology of Articles on J.R.R. Tolkien and His Legendarium (review). doi:10.1353/tks.0.0066, S. 330–335.

Band 8
- Tolkien studies: An Annual Scholarly Review. Band 8, West Virginia University Press, Morgantown 2011, ISBN 978-1-938228-60-5.
  - John M. Bowers: Tolkien’s Goldberry and The Maid of the Moor. doi:10.1353/tks.2011.0002, S. 23–36.

Band 9
- Tolkien studies: An Annual Scholarly Review. Band 9, West Virginia University Press, Morgantown 2012, ISBN 978-1-938228-62-9.
  - Anne C. Petty: Picturing Tolkien: Essays on Peter Jackson’s The Lord of the Rings Film Trilogy (review). doi:10.1353/tks.2012.0006, S. 92–97.

Band 10
- Tolkien studies: An Annual Scholarly Review. Band 10, West Virginia University Press, Morgantown 2013, ISBN 978-1-938228-84-1.
  - John Garth: The Broken Scythe: Death and Immortality in the Works of J.R.R. Tolkien ed. by Roberto Arduini and Claudio A. Testi (review). doi:10.1353/tks.2013.0012, S. 244–250.

Band 11
- Tolkien studies: An Annual Scholarly Review. Band 11, West Virginia University Press, Morgantown 2014, ISBN 978-1-940425-35-1.

Band 12
- Tolkien studies: An Annual Scholarly Review. Band 12, West Virginia University Press, Morgantown 2015, ISBN 978-1-940425-33-7.

Band 13
- Tolkien studies: An Annual Scholarly Review. Band 13, West Virginia University Press, Morgantown 2016.